# ジョン・ロジャーズ・ハーバート

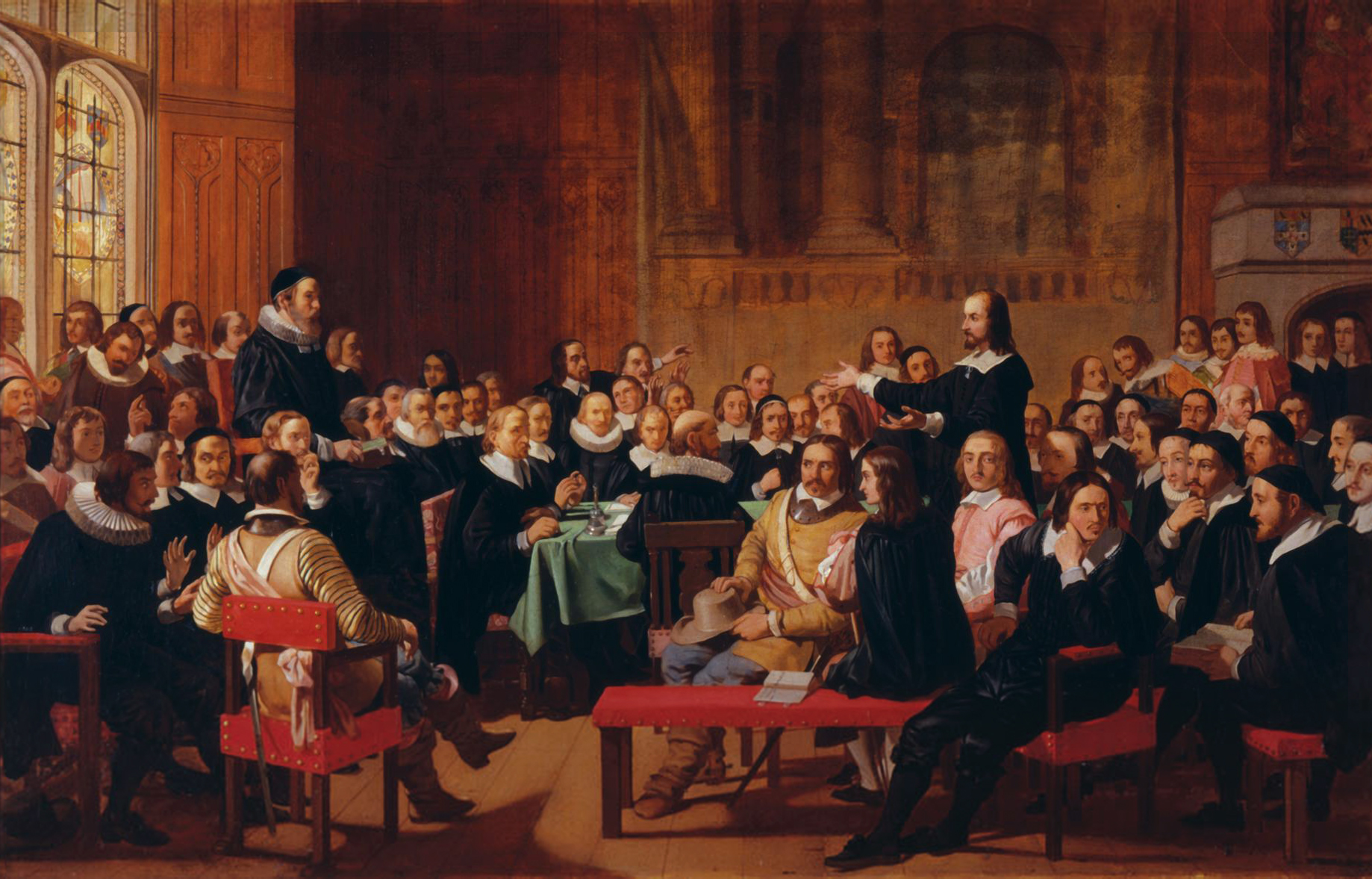
ジョン・ロジャーズ・ハーバート作の油絵「1644年のウェストミンスター会議で議論するWilliam TwisseとPhilip Nye」(1847)、ウェストミンスター宮殿蔵

ジョン・ロジャーズ・ハーバート（John Rogers Herbert RA、1810年1月23日 - 1890年3月17日) は、イギリスの画家である。ラファエル前派の画家たちに影響を与えたとされ、ドラマチックな場面や宗教に題材にした絵画を描いた。

## 略歴
イングランド南部、エセックスのモールドン(Maldon)で生まれた。17歳になった1826年にロンドンに移り、ロイヤル・アカデミー・オブ・アーツの美術学校で学び始めたが、1828年に父親が亡くなり、美術学校を中退し、書籍のイラストや肖像画を描く生活を始めた。画家として成功し、1834年には当時王女だったヴィクトリア女王の肖像画を描いたが、大作の絵画で認められることを望み、ロマンティックな主題の絵画をロンドンの民間展覧会の「British Institution」や英国王立美術家協会の展覧会に出展を続けた。1835年に待ち合わせの場所で恋人が殺されたヴェネツィアの女性を描いた作品「The Appointed Hour」が評判になり、この作品は版画にされて出版された。
1841年にロイヤル・アカデミー・オブ・アーツの準会員に選ばれ、1846年に正会員に選ばれた。
フランス人の父親を持つ建築家で教会建築を多く手掛けたオーガスタス・ウェルビー・ノースモア・ピュージン（1812-1852）の友人で、ピュージンがカトリックに改宗した影響を受けて、1840年ころにカトリック教会に属して、初めて宗教的な題材の作品を描いた。
ハーバートの作品はラファエル前派の画家たちに影響を与えたとされ、ハーバートもダンテ・ゲイブリエル・ロセッティの弟のウィリアム・ミカエル・ロセッティ（William Michael Rossetti: 1829–1919) の編集する雑誌「The Germ」の出版を支援した。ハーバートの宗教を題材にした1840年代の作品は、ウィリアム・ホルマン・ハント（1827-1910）や、ジョン・エヴァレット・ミレー（1829-1896）の初期の作品にインスピレーションを与えたとされる。1850年のロイヤル・アカデミーの展覧会に出展されたハントとミレーの作品が、論議を呼んだ時ハーバートはアカデミー内で彼らを擁護した。
1834年に焼失したウェストミンスター宮殿の再建にあたり、装飾画のデザイン・コンテストを経て、1845年にハーバートは他の数名の画家とともに、ウェストミンスター宮殿の装飾画の注文を受け、シェイクスピアの『リア王』の場面を描くことになった。作品は評価されたがハーバートのフレスコ画はすぐに劣化を始め、後に修復されることになった。1950年にさらに9枚の壁画を描くことになったが、フレスコ技法の制作中の劣化に悩まされ、1861年に作品全体を消して、アルバート王子の提案に従って水ガラスを利用する新しい技法でやり直し、1864年にようやく完成させた。

## 作品

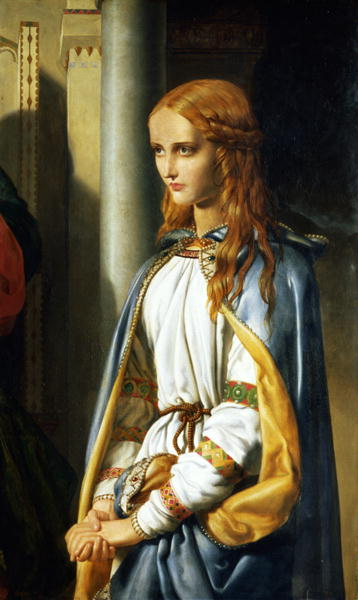
コーデリア (1850)
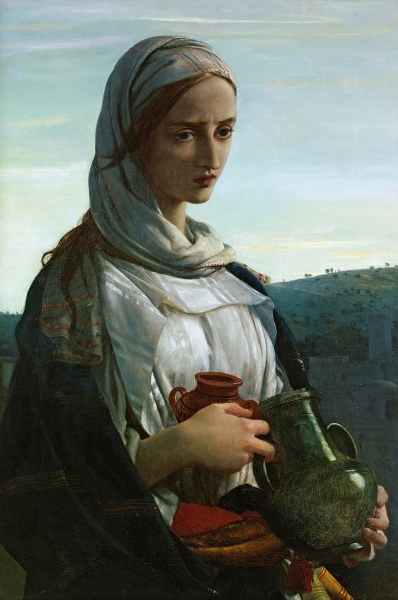
マグダラのマリア (1859)
リア王とコーデリア (1876)
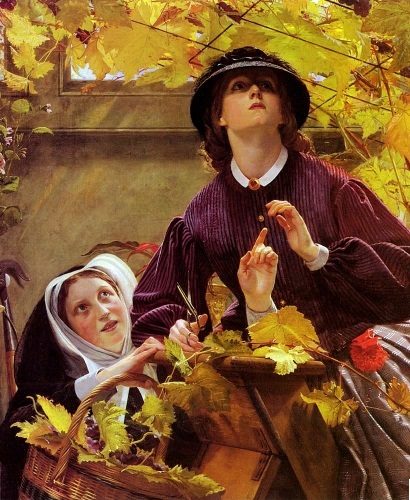
ブドウを狩る人々 (c.1860)

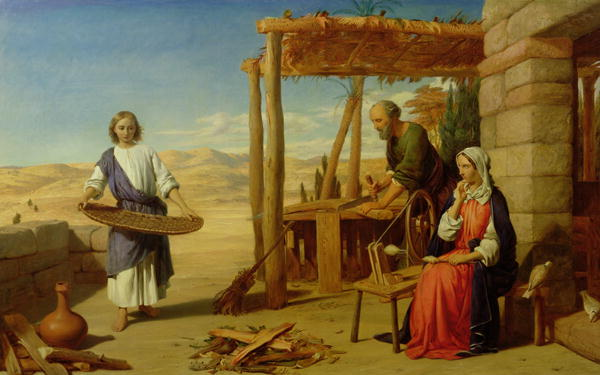
ナザレの両親の仕事を助けるキリスト (1847)
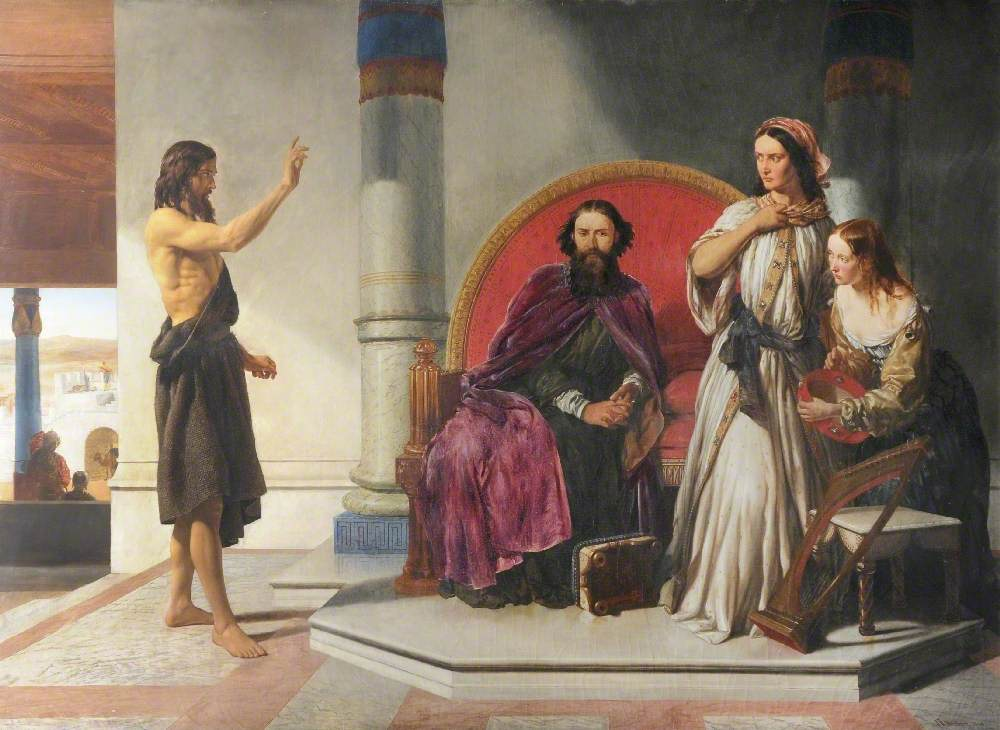
ヘロデ王を叱る洗礼者ヨハネ
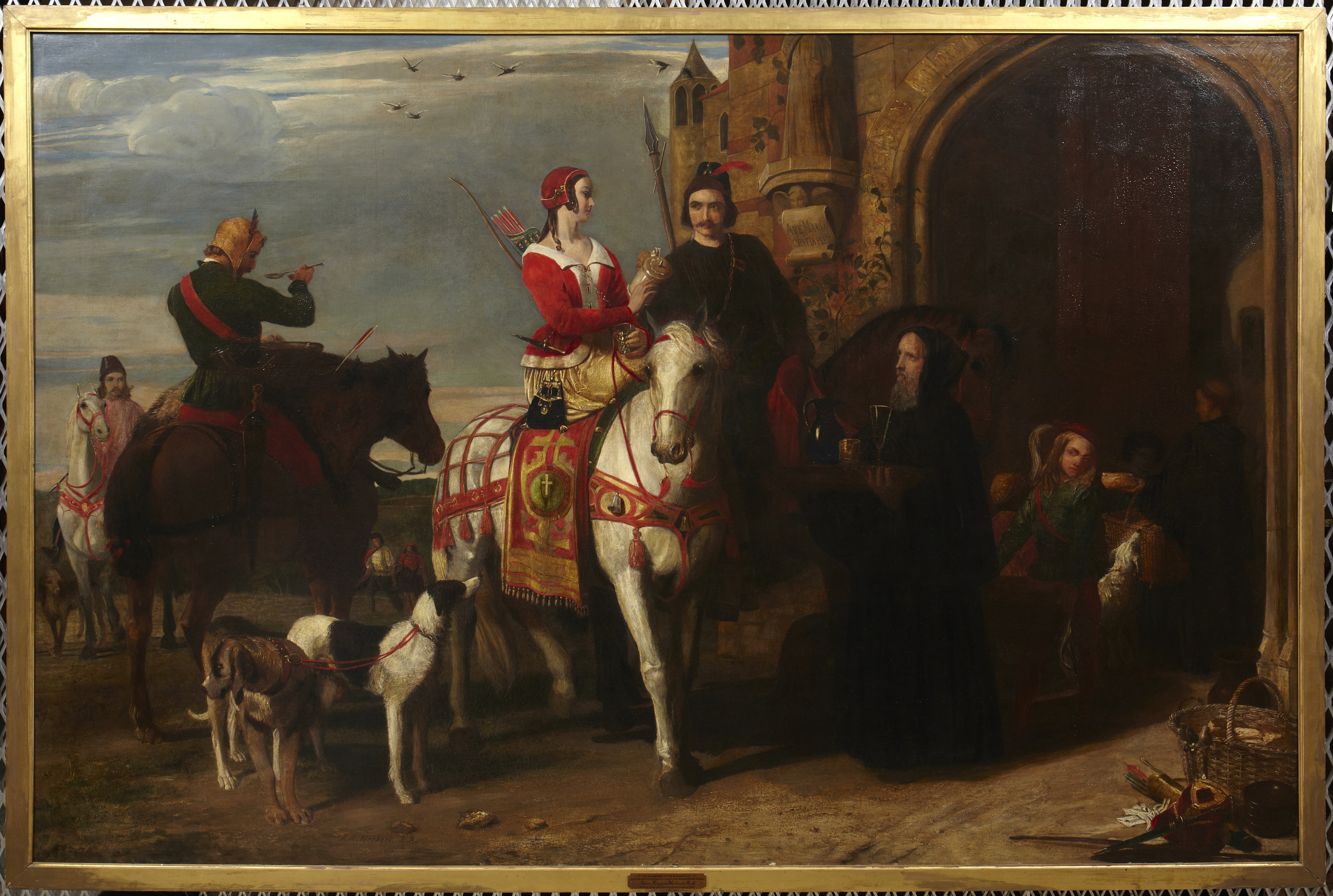
14 世紀の修道院